# Fabrique d'armes de Kongsberg
Pour les articles homonymes, voir Kongsberg (homonymie).
La Fabrique d'armes légères de Kongsberg est le principal arsenal norvégien. Elle dépend du Kongsberg Gruppen. Elle fut créée en 1814 et passa sous contrôle militaire en 1824. Elle fabriqua la majorité des armes d'infanterie de l'armée norvégienne. Elle produit aussi des carabines de chasse sous la marque Lakelander.

## Production

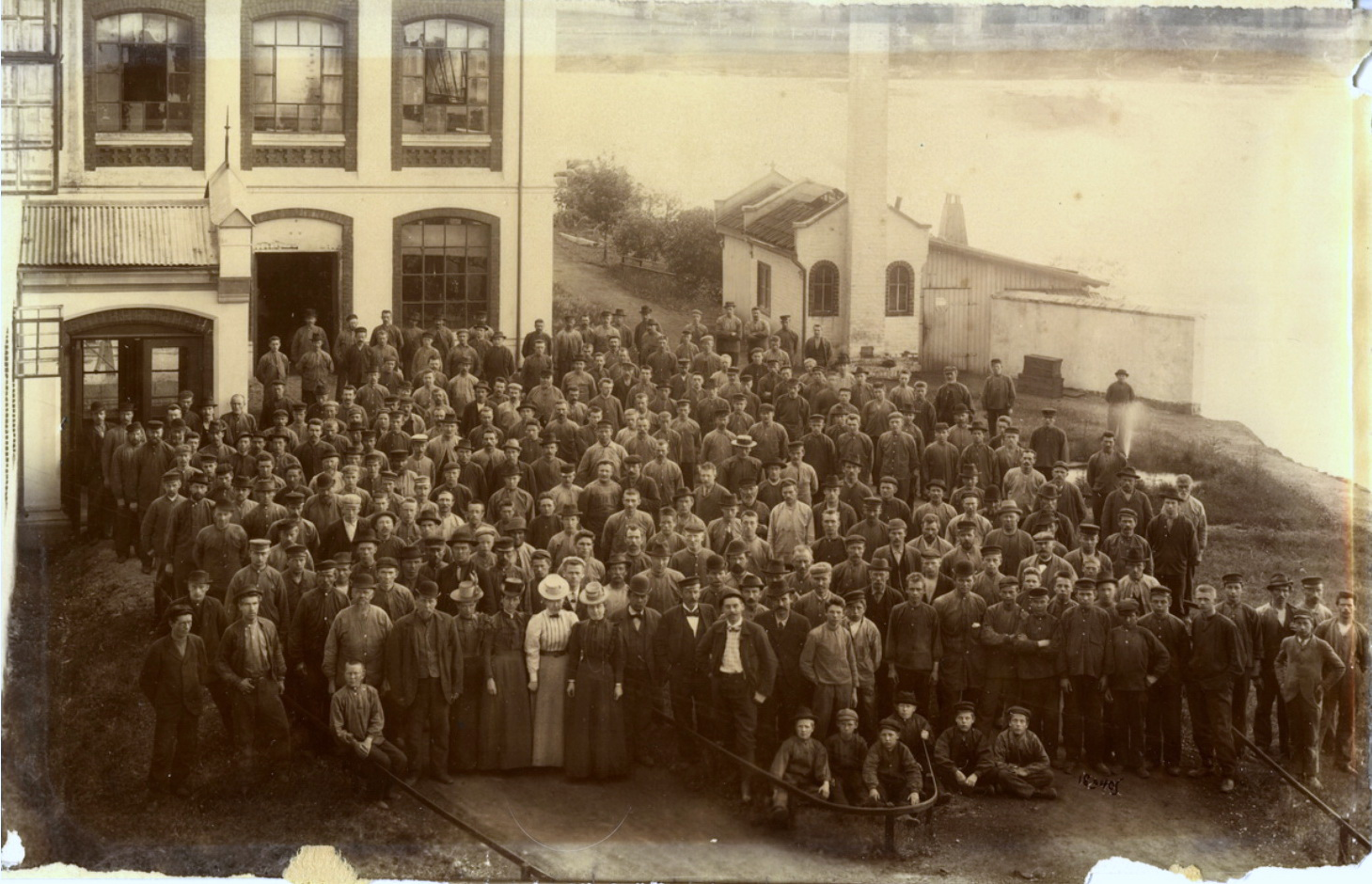
Personnel de la fabrique photographié par Jules David en 1899

Elle produisit le Colt M1911 sous une forme légèrement modifiée (arrêtoir de culasse coudé pour le tir avec gants) sous le nom de Koensberg M1914 Auto Pistol cal 11,25mm (diamètre pris au plat des rayures) : 32 854 unités ont été produites entre 1916 et 1947, dont 10 000 pour le Troisième Reich lors de l’occupation de la Norvège.
Elle construisit également à partir de 1966 le fusil d'assaut Automatisk Gevær 3/AG3, variante norvégienne du HK G3A3 adopté en 1964 (levier d'armement avec un trou pour le pouce et crosse plus longue).